# Rifugio Torre di Pisa
Il rifugio Torre di Pisa (Latemarhütte in tedesco) è un rifugio alpino del gruppo del Latemar. Si trova ad una quota di 2.671 m s.l.m., nel territorio comunale di Predazzo (TN).

## Descrizione
Deve il suo nome a un pinnacolo posto pochi metri dietro il rifugio chiamato proprio Torre di Pisa data la sua forma e la sua struttura pendente simile alla Torre di Pisa in Toscana.
Da questo rifugio si ha una panoramica degli abitati di Predazzo, parte di Tesero, Passo Rolle e Passo di Lavazè.
Luogo praticamente irraggiungibile di inverno se non con gli sci, ma molto accessibile d'estate, infatti è meta turistica per molti escursionisti.

## Vie d'accesso
- Da passo Feudo (raggiungibile in cabinovia da Predazzo, o tramite sentiero da Pampeago) attraverso il sentiero 516 in 1 ora e 30 minuti di cammino.
- Da Forno di Moena, attraverso lo stesso sentiero 516, in circa 6 ore.

## Galleria d'immagini

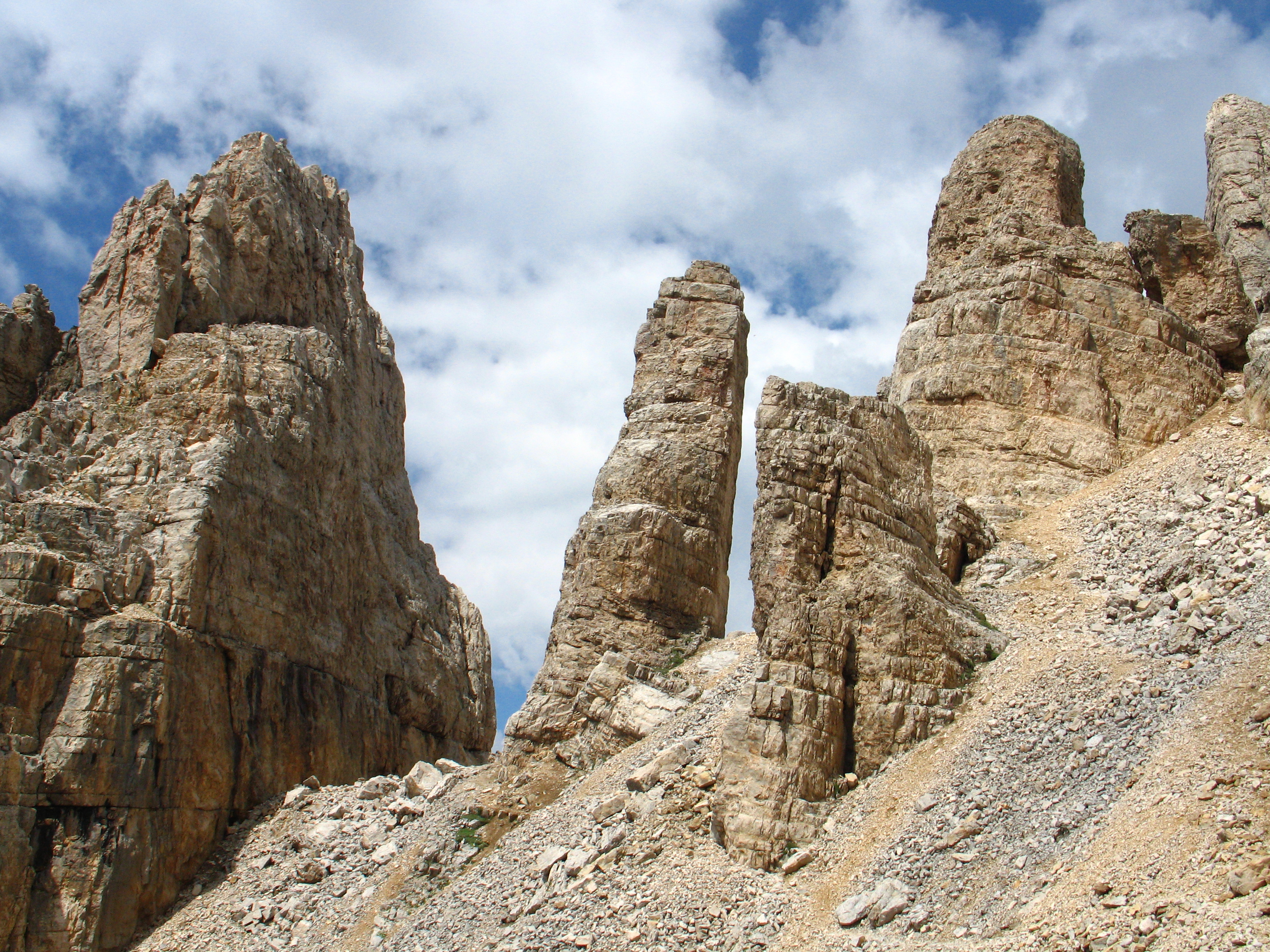
La Torre di Pisa
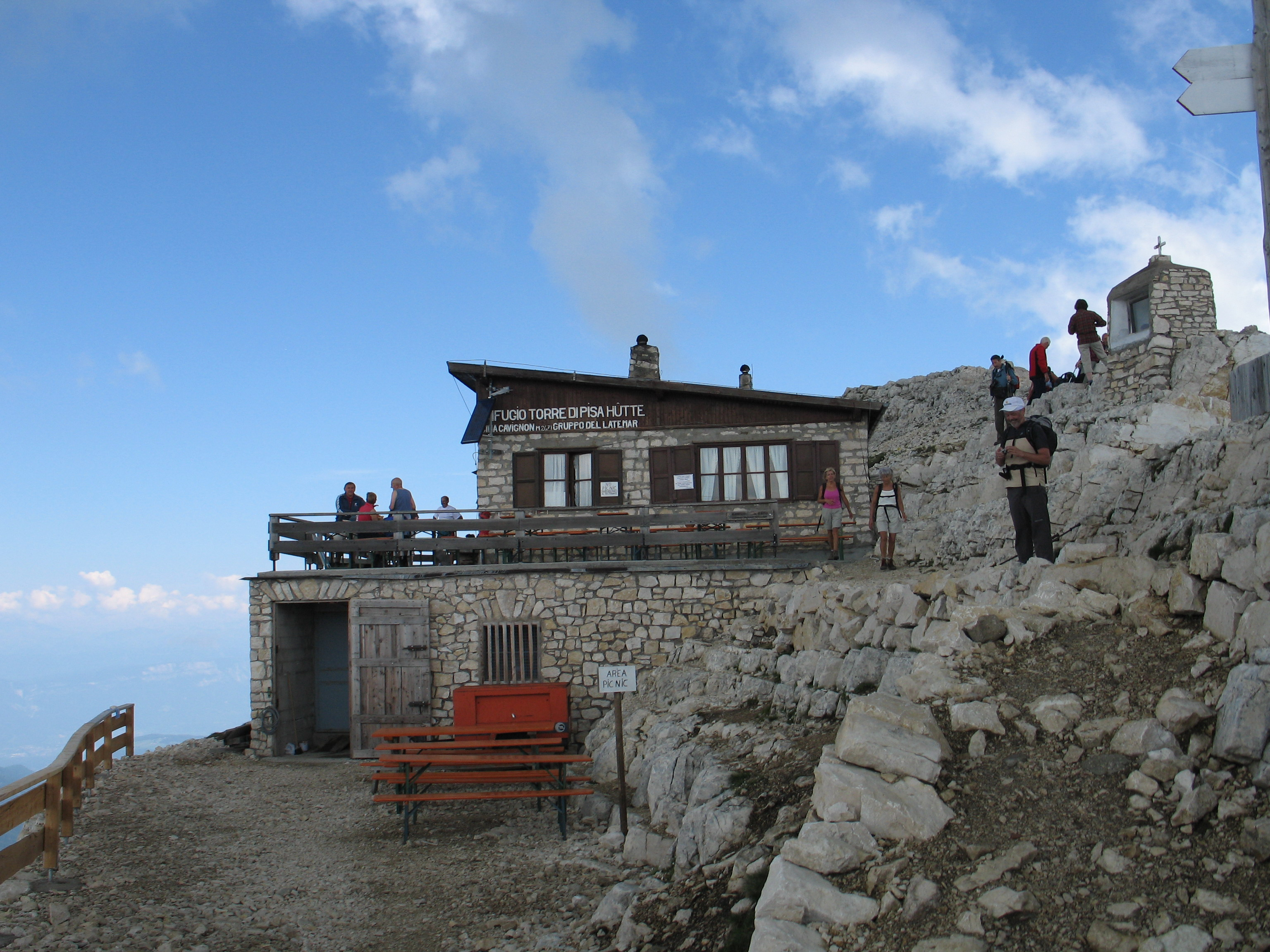
Il rifugio prima della ristrutturazione del 2016
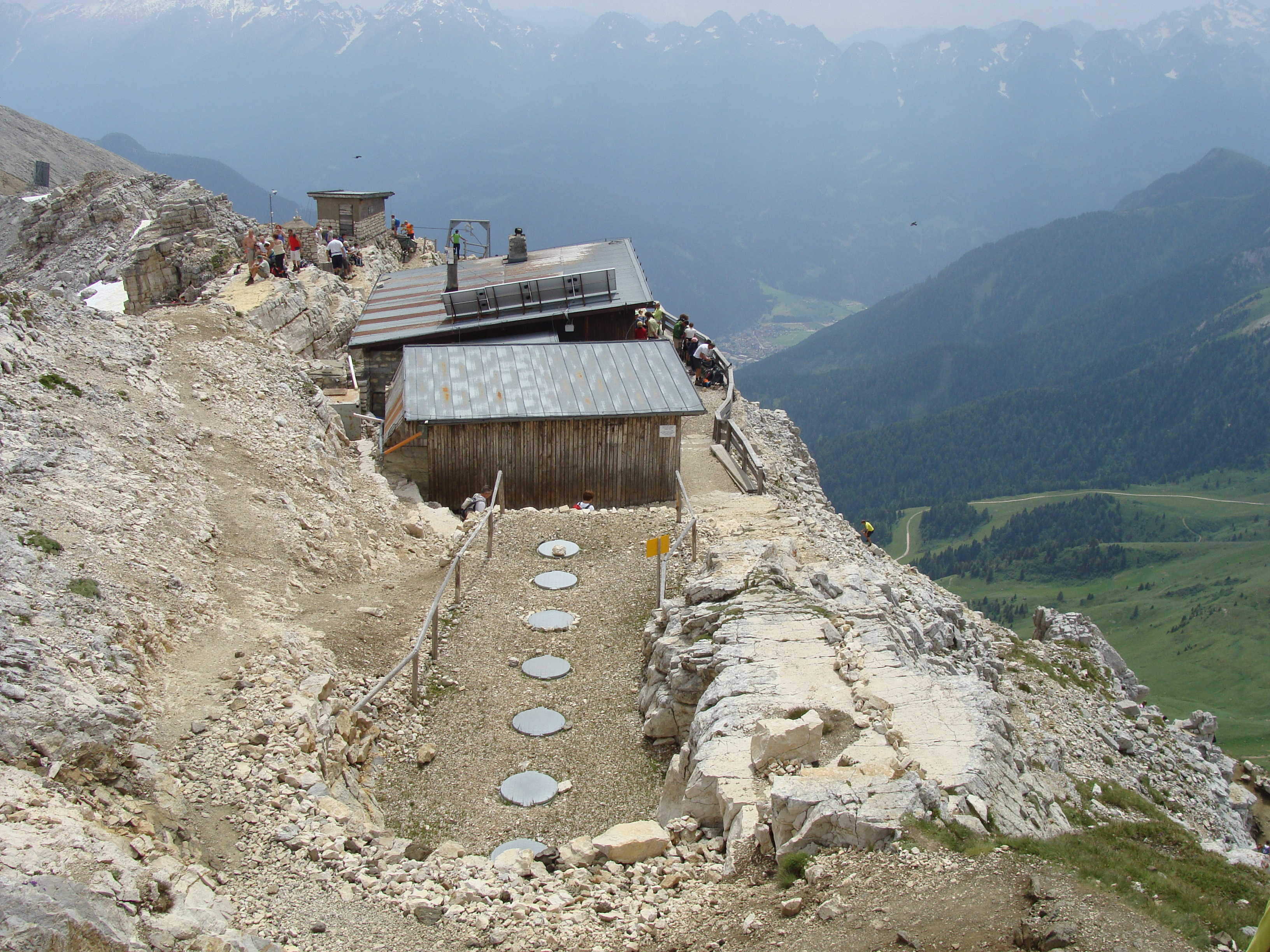
Retro del rifugio